# Harna István
Harna István (Ipolyság, 1940. szeptember 2. –) szlovákiai magyar politikus az Magyar Koalíció Pártja (MKP) színeiben. 2006-ig parlamenti képviselő pártjának színeiben. A Pozsonyban élő politikus továbbra is az MKP alelnöke.

## Életútja
Ipolyságon végezte el középfokú tanulmányait a Mezőgazdasági Szakközépiskolában 1959-ben, majd a Pozsonyi Közgazdasági Főiskolán folytatta tanulmányait.

## Politikai életútja
A rendszerváltás után meghatározó képviselőjévé vált a felvidéki magyarságnak, 1990-ben az Együttélés alapító tagja és 2006-ig parlamenti képviselő. 1998-1999 között építés- és közmunkaügyi miniszter majd 1999-től 2002-ig építésügyi és régiófejlesztési miniszter volt.

## Lásd még
- Szlovák Köztársaság Nemzeti Tanácsa
- Magyar Koalíció Pártja
- Szlovákiai választások

## Külső hivatkozások
- Harna István az MKP honlapján
- Részletes életrajza